# 지지 (역법)
을사(乙巳)년
지지(地支) 또는 십이지(十二支)는 천간과 함께 간지를 이루며, 자(子), 축(丑), 인(寅), 묘(卯), 진(辰), 사(巳), 오(午), 미(未), 신(申), 유(酉), 술(戌), 해(亥)를 말한다.

## 십이지신상

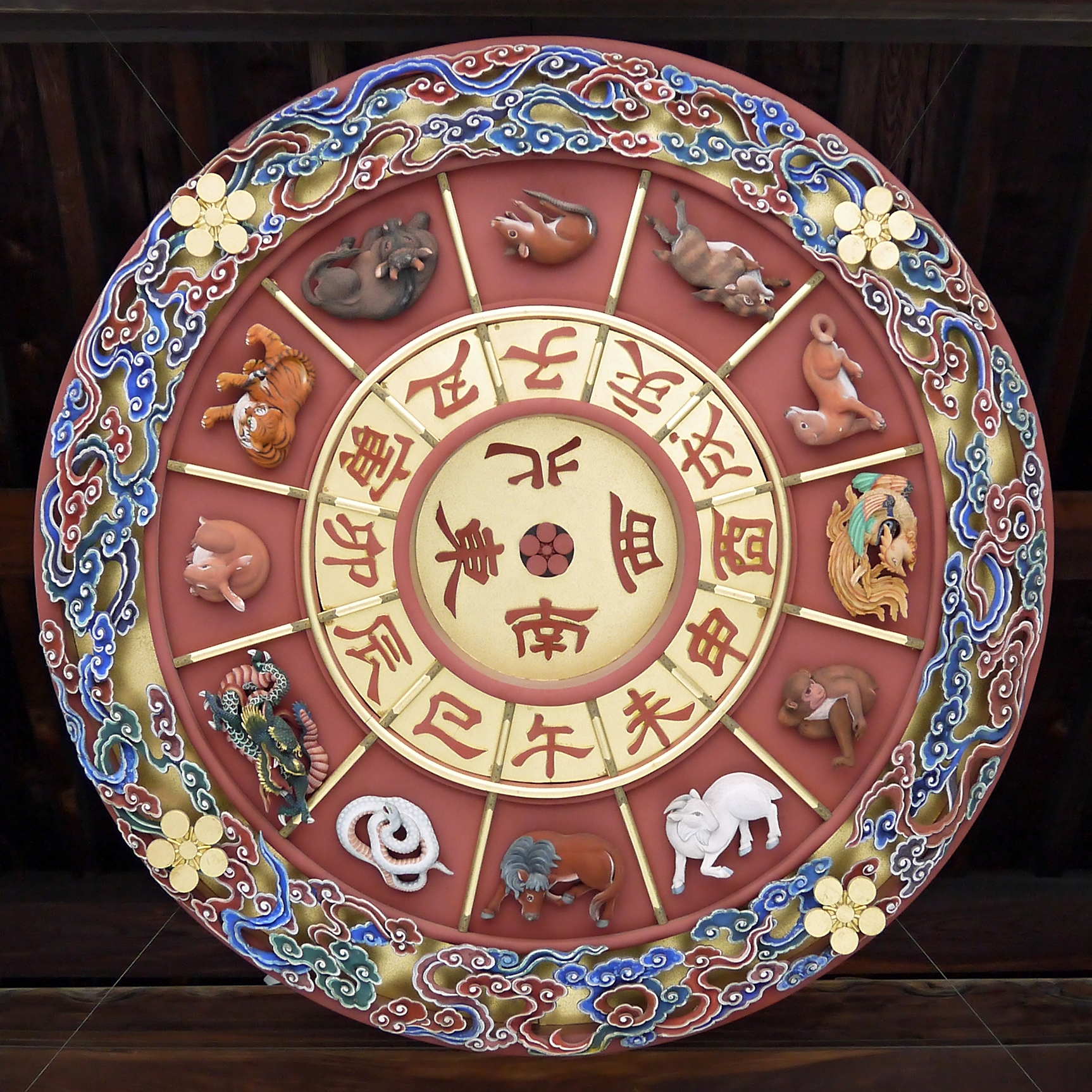

각 지지에 대응시켜 놓은 열두 동물의 상을 '십이지신상(十二支神像)'이라 부른다. 중국에서는 '십이지생초'(十二支生肖)라 한다. 동아시아에서는 출생년도의 십이지를 ‘띠’로 구분한다.
각 나라의 문화에 따라 십이지의 동물 배치가 조금씩 다르다. 미얀마, 베트남 에서는 네 번째 동물로는 토끼 대신 고양이, 열두 번째이자 마지막 동물로는 돼지 또는 멧돼지 대신 코끼리를 꼽는다. 카자흐인은 세 번째 동물로 호랑이 대신 표범, 다섯 번째 동물로 용 대신 달팽이를 꼽는다.

### 중국
지지가 문헌에서 처음 등장하는 것은 중국 상나라 말기의 갑골문자이며, 한나라 때 일반화되어 방위나 시간에 대응시켰다. 다시 이것을 쥐·소·범·토끼·용·뱀·말·양·원숭이·닭·개·돼지의 12동물과 대응시킨 것은 훨씬 뒤의 일이며, 그것은 농민들이 쉽게 외우게 하기 위해서였다는 설이 있다. 묘지의 둘레에 십이지생초를 조각한 것은 당대(唐代)부터로 여겨진다.
십이지 생초에 대한 최초의 기록은 수호지(睡虎地)에서 출토된 운몽진간(雲夢秦簡) 일서(日書)에 있다. 십이지 생초의 모습을 조각한 수면인신상(獸面人神像)인 십이지 신상(十二支神像)이라는 당나라 때 석상 및 토우도 있다.

### 한국
한국에서는 남북국 시대에 능묘의 호석(護石)에 12지신상을 조각하게 되었는데, 경주의 괘릉(掛陵)이나 김유신 묘(金庾信墓)가 최초의 것으로 여겨진다.
성덕왕릉에 특이한 형식이 나타나고, 대개는 괘릉과 마찬가지로 호석면에 양각하였다.
鼠牛虎兔龙蛇马羊猴鸡犬猪

## 각국의 명칭
| 지지 | 이모지 | 한국어 | 중국어 병음  | 일본어         | 일본어           | 베트남어     | 몽골어          | 만주어          |
| 지지 | 이모지 | 한국어 | 중국어 병음  | 음독           | 훈독             | 베트남어     | 몽골어          | 만주어          |
| ---- | ------ | ------ | ------------ | -------------- | ---------------- | ------------ | --------------- | --------------- |
| 子   | 🐀     | 자     | zǐ 쯔[*]     | し 시[*]       | ね 네[*]         | tí 띠[*]     | ᠬᠤᠯᠤᠭᠠᠨ᠎ᠠ 호스간 | ᠰᡳᠩᡤᡝᡵᡳ 싱거리  |
| 丑   | 🐂     | 축     | chǒu 처우[*] | ちゅう 주[*]   | うし 우시[*]     | sửu 스우[*]  | ᠦᠬᠡᠷ 우헤르     | ᡳᡥᠠᠨ 이한       |
| 寅   | 🐅     | 인     | yín 인[*]    | いん 인[*]     | とら 도라[*]     | dần 전[*]    | ᠪᠠᠷᠰ 바르       | ᡨᠠᠰᡥᠠ 타스하    |
| 卯   | 🐇     | 묘     | mǎo 마오[*]  | ぼう 보[*]     | う 우[*]         | mão 마오[*]  | ᠲᠠᠤᠯᠠᠢ 토올래인 | ᡤᡡᠯᠮᠠᡥᡡᠨ 굴마훈 |
| 辰   | 🐉     | 진     | chén 천[*]   | しん 신[*]     | たつ 다쓰[*]     | thìn 틴[*]   | ᠯᠤᠤ 로오        | ᠮᡠᡩᡠᡵᡳ 무두리   |
| 巳   | 🐍     | 사     | sì 쓰[*]     | し 시[*]       | み 미[*]         | tị 띠[*]     | ᠮᠣᠭᠠᠢ 머거이    | ᠮᡝᡳᡥᡝ 머이허    |
| 午   | 🐎     | 오     | wǔ 우[*]     | ご 고[*]       | うま 우마[*]     | ngọ 응오[*]  | ᠮᠣᠷᠢ 멀흔       | ᠮᠣᡵᡳᠨ 모린      |
| 未   | 🐑     | 미     | wèi 웨이[*]  | び 비[*]       | ひつじ 히쓰지[*] | mùi 무이[*]  | ᠬᠣᠨᠢ 헌         | ᡥᠣᠨᡳᠨ 호닌      |
| 申   | 🐒     | 신     | shēn 선[*]   | しん 신[*]     | さる 사루[*]     | thân 턴[*]   | ᠪᠡᠴᠢᠨ 비츠      | ᠪᠣᠨᡳᠣ 보니오    |
| 酉   | 🐔     | 유     | yǒu 유[*]    | ゆう 유[*]     | とり 도리[*]     | dậu 저우[*]  | ᠲᠠᠬᠢᠶ᠎ᠠ 타햐     | ᠴᠣᡴᠣ 초코       |
| 戌   | 🐕     | 술     | xū 쉬[*]     | じゅつ 주쓰[*] | いぬ 이누[*]     | tuất 뚜엇[*] | ᠨᠣᠬᠠᠢ 너허이    | ᡳᠨᡩᠠᡥᡡᠨ 인다훈  |
| 亥   | 🐖     | 해     | hài 하이[*]  | がい 가이[*]   | い 이[*]         | hợi 허이[*]  | ᠭᠠᠬᠠᠢ 아하에    | ᡠᠯᡤᡳᠶᠠᠨ 울기얀  |

## 지지가 나타내는 의미
여기에 표시되어 있는 지지는 하나가 12년 주기로 찾아온다. 매년 입춘을 시점으로 다음 지지로 넘어간다.
| 지지   | 생초                                                        | 방위          | 시간      | 음력 | 음양 | 오행 | 오경        |
| ------ | ----------------------------------------------------------- | ------------- | --------- | ---- | ---- | ---- | ----------- |
| 자(子) | 쥐(鼠)                                                      | 0° (북)       | 23시–01시 | 11월 | 양   | 수   | 삼경        |
| 축(丑) | 소(牛)                                                      | 30° (북북동)  | 01시–03시 | 12월 | 음   | 토   | 사경        |
| 인(寅) | 호랑이(虎)(카자흐인에게는 표범)                             | 60° (동북동)  | 03시–05시 | 1월  | 양   | 목   | 오경        |
| 묘(卯) | 토끼(兔) (미얀마, 베트남, 태국에서는 고양이)                | 90° (동)      | 05시–07시 | 2월  | 음   | 목   | -           |
| 진(辰) | 용(龍)(카자흐인에게는 달팽이)                               | 120° (동남동) | 07시–09시 | 3월  | 양   | 토   | -           |
| 사(巳) | 뱀(虫)                                                      | 150° (남남동) | 09시–11시 | 4월  | 음   | 화   | -           |
| 오(午) | 말 , 얼룩말(馬)                                             | 180° (남)     | 11시–13시 | 5월  | 양   | 화   | -           |
| 미(未) | 양(羊) , 염소                                               | 210° (남남서) | 13시–15시 | 6월  | 음   | 토   | -           |
| 신(申) | 원숭이(猿)                                                  | 240° (서남서) | 15시–17시 | 7월  | 양   | 금   | -           |
| 유(酉) | 닭(鷄)                                                      | 270° (서)     | 17시–19시 | 8월  | 음   | 금   | -           |
| 술(戌) | 개(犬,狗)                                                   | 300° (서북서) | 19시–21시 | 9월  | 양   | 토   | 초경 (일경) |
| 해(亥) | 돼지 , 멧돼지(豚,猪,豕) (미얀마, 베트남, 태국에서는 코끼리) | 330° (북북서) | 21시–23시 | 10월 | 음   | 수   | 이경        |

## 같이 보기
- 띠 (생초)
- 천간
- 간지
- 십이시
- 이십사시
- 후르츠 바스켓